# Infinity (chanson de Girl Next Door)
Pour les articles homonymes, voir Infinity.
Singles de Girl Next Door
Seeds of dream
(2009) Be your wings / FRIENDSHIP / Wait for you
(2009)
Infinity est le 5esingle du groupe Girl Next Door sorti sous le label Avex Trax le 10 juin 2009 au Japon. Il atteint la 1re place du classement de l'Oricon. Il se vend à 30 641 exemplaires la première semaine et il reste 8 semaines dans le classement pour un total de 47 598 exemplaires vendus.
Infinity a été utilisé comme thème de fermeture pour le drama Atashinchi no Danshi. Infinity est présente sur l'album Next Future.

## Liste des titres
Toutes les paroles sont écrites par Chisa & Kato Kenn.
| 1. | Infinity                                                      | Suzuki Daisuke | 5:50 |
| 2. | If                                                            | Suzuki Daisuke | 6:37 |
| 3. | Jounetsu no Daishou (Diamond Mirror SCP version) (情熱の代償) | Suzuki Daisuke | 5:06 |
| 4. | Seeds of dream (ice cream mix)                                | Suzuki Daisuke | 5:04 |
| 5. | Infinity (Instrumental)                                       | Suzuki Daisuke | 5:49 |

| 1. | Infinity (Music Video) |  |